# Tripura Upajati Juba Samiti
Tripura Upajati Juba Samiti ("Tribalungdomsföreningen") var ett politiskt parti i den indiska delstaten Tripura under perioden 1967-2001. TUJS bildades 1967 med fyra huvudkrav: begränsning av migrationen till Tripura, införande av kakborok som undervisningsspråk för tribalstudenter, införande av det latinska alfabetet i kakborok och återförsel av land till tribals. Vid TUJS:s kongress 1969 antogs ett krav på att de områden inom Tripura där tribals var i majoritet skulle ett autonomt distrikt.
TUJS byggde också upp en paramilitär organisation kallad Tripur Sena (Tripuras Armé).
Inledning var TUJS en marginell aktör i Tripuras politik. I delstatsvalet 1972 hade TUJS lanserat tio kandidater, som tillsammans fick 5 883 röster (7,44% i de valkretsar där de ställde upp). Ingenstans var TUJS nära att vinna något mandat.
Men situationen förändrades kring 1977. I Tripuras politiska liv efter självständigheten hade Kongresspartiet haft ett starkt stöd hos den bengaliska majoriteten medan kommunisterna (via via massrörelse Ganamukti Parishad) hade tribalbefolkningens stöd. Men 1977 gjorde Communist Party of India (Marxist) inbrytningar bland bengalerna, en effekt av vänsterns framgångar i Västbengalen och Janata Party-vågen. I valet 1977 vann CPI(M) makten i delstaten. TUJS ökade också sitt inflytande. Partiet hade lanserat 28 kandidater, varav fyra valda. Totalt fick TUJS 59 474, och var nu en reell maktfaktor i de tribaldominerade områdena.
Kongresspartiet behövde nu en allierad bland tribals för att göra en politisk comeback. Själva hade Kongresspartiet knappt någon närvaro alls bland tribals. TUJS och Kongresspartiet kom att ingå ett taktisk partnerskap som skulle vara i arton år.
Under Left Front-regeringens första år trappade TUJS sin agitation, som kom att bli alltmer etniskt aggressiv. TUJS reste slagordet "Ut med utlänningarna!". Under en bandh (generalstrejk) 1979 utlyst av TUJS uppstod kravaller i västra Tripura. Hundratals personer dödades i sammandrabbningarna. Den etniska konflikten, som varar än idag i Tripura, var ett faktum. Tripur Sena utvecklades till gerillarörelsen Tripura National Volunteers.
I delstatsvalet 1983 ställde TUJS upp i samarbete med Kongresspartiet. Kongresspartiet lanserade 45 kandidater och TUJS 14 (totalt finns 60 mandat i delstatsförsamlingen). Valet slutande med ytterligare en seger för CPI(M):s Left Front. Tolv kongresskandidater och sex från TUJS blev valda. Totalt fick TUJS 97 039 röster.
Inför valet 1988 lanserade Kongresspartiet Rajiv Gandhi som garant för freden i Tripura. Partiets argument var att endast en stark man med makt över centralregeringen i Delhi kunde driva igenom fred i delstaten. Delstatens befolkning, trötta efter tio år av etniskt våld, var lyhörda för det argumentet. Kongresspartiet och TUJS vann valet. TUJS hade lanserat 14 kandidater varav sju blev valda. Totalt fick TUJS 119 599 röster. Efter valet bildade Kongresspartiet och TUJS regering. TNV demobiliserades och ombildades till ett politiskt parti. Freden, kom dock att utebli då andra grupper tog vid där TNV slutat.
I valet 1993 återvände Left Front till makten i delstaten. TUJS hade som vanligt lanserat 14 kandidater, men denna gång blev bara en av dessa vald. TUJS fick totalt 100 742 röster.
I valet 1998 ställde TUJS upp i en allians med Kongresspartiet och Tripura National Volunteers. Kongresspartiet lanserade 45 kandidater, TUJS 10 och TNV fem. TUJS fick 98 271 röster och fick fyra av sina kandidater valda.
Inför valet till Lok Sabha 1999 bröts alliansen mellan Kongresspartiet och TUJS. TUJS orienterade då sig gentemot BJP och All India Trinamool Congress, som försökte bygga upp en tredje front i delstaten.
När Hrangkwals TNV ombildades till Indigenous Peoples Front of Tripura kom TUJS att utmanövreras allt mer. I valet till Tripura Tribal Areas Autonomous District Council 2000 kom IPFT att etablera sig som det ledade antivänsterpartiet bland tribalbefolkningen. Hrangkwals IPFT var uppbackade av National Liberation Front of Tripura. Under hot från NLFT drog TUJS sig ur valet. Valen till TTAADC vanns av IPFT, mycket tack vare att NLFT omöjliggjort en rättvis valkampanj, hindrat vänsterväljare från att rösta med hot om dödsstraff och rent valfusk.
2001 gick TUJS och IPFT samman och bildade Indigenous Nationalist Party of Tripura. Bildandet av INPT var ett tvångäktenskap för TUJS, då TUJS-ledare mordhotats av NLFT ifall ett enat tribalparti inte bildades. En framträdande TUJS-ledare, Jagadish Debbarma, kidnappades av NLFT inför sammangåendet.
TUJS två viktigaste massorganisationer var Tribal Students Federation och Tripura Upjati Karmachari Samiti (Tripuras tribaltjänstemannaförening). TSF och TUKS gick dock över till IPFT.